# Noc na křižovatce
Noc na křižovatce (v originále La Nuit du carrefour) je francouzský hraný film z roku 1932, který režíroval Jean Renoir podle stejnojmenného románu Georgese Simenona. Jedná se o první filmovou adaptaci s postavou komisaře Maigreta, kterého hrál režisérův bratr Pierre Renoir. Snímek měl světovou premiéru 18. dubna 1932.

## Děj
Nizozemský obchodník s diamanty Goldberg je nalezen zavražděný v autě pojišťovacího agenta Michonneta, který je sám ukryt v garáži svých dánských sousedů Carla Andersena a jeho sestry Else Andersen, obyvatel u křižovatky Avrainville. Komisař Maigret, který vyšetřuje krádež auta pojišťovacího agenta, nechá domy na křižovatce sledovat. Navzdory tomu je zavražděna i manželka obchodníka s diamanty. Carl Andersen je také vážně zraněn vrahem, Else je pak obětí pokusu o otravu.

## Obsazení
| Pierre Renoir        | komisař Maigret                    |
| Winna Winfried       | Else Andersen                      |
| Georges Koudria      | Carl Andersen, její bratr          |
| Georges Térof        | inspektor Lucas                    |
| André Dignimont      | Oscar, garážista                   |
| Michel Duran         | Jojo, pomocník v garáži            |
| Jean Gehret          | Émile Michonnet, pojišťovací agent |
| Ketty Pierson        | Madame Michonnet                   |
| Lucie Vallat         | Michèle, Oscarova žena             |
| Jean Mitry           | Arsène                             |
| Georges André-Martin | Grandjean                          |
| Max Dalban           | lékař                              |
| Roger Gaillard       | řezník                             |
| Manuel Rabby         | Guido                              |